# Frauke Dannert
Frauke Dannert  (* 1979 in Herdecke) ist eine deutsche Künstlerin.

## Leben und Werk
Frauke Dannert hat an der Kunstakademie Münster und der Kunstakademie Düsseldorf in der Klasse Thomas Grünfeld studiert. Von 2009 bis 2011 studierte sie am Goldsmiths College in London.
Frauke Dannert zentrales künstlerisches Medium ist die Collage. Des Weiteren umfasst ihr Werk Installationen, Wandmalerei und Fotografie.
Sie lebt und arbeitet in Köln.

## Einzelausstellungen (Auswahl)
- 2014: Schere, Stein, Papier. Märkisches Museum, Witten
- 2016: Collage. Museum Kunstpalast
- 2016: Collage. Kunstmuseum Luzern
- 2017: botanicals. Galerie Rupert Pfab, Düsseldorf
- 2018: Ausgezeichnet 3#. Kunstmuseum Bonn
- 2018: Bosco. Osthaus Museum Hagen
- 2018: FOLIE [FƆLI]. Galerie Lisa Kandlhofer, Wien

## Gruppenausstellungen (Auswahl)
- 2013: Ruhe-Störung, Streifzüge durch die Welten der Collage. Museum Marta Herford
- 2015: Viermal Neues auf Papier. Sprengel Museum Hannover
- 2017: Interventionen. Raum, Zeit, Erinnerung. Silesian Museum, Katowice
- 2018: Reichtum: Schwarz ist Gold. Lehmbruck-Museum, Duisburg
- 2018: Artificial Paradise? Immersion in Raum und Zeit. Künstlerhaus Graz
- 2019: Zukunftsräume //Christof Klute & Frauke Dannert, Museum für Photographie, Braunschweig[1]